# Megachile atratiformis
Megachile atratiformis is een vliesvleugelig insect uit de familie Megachilidae. De wetenschappelijke naam van de soort werd voor het eerst geldig gepubliceerd in 1914 door Meade-Waldo.